# 薩諾恰尼
49°37′29″N 22°55′36″E / 49.62472°N 22.92667°E

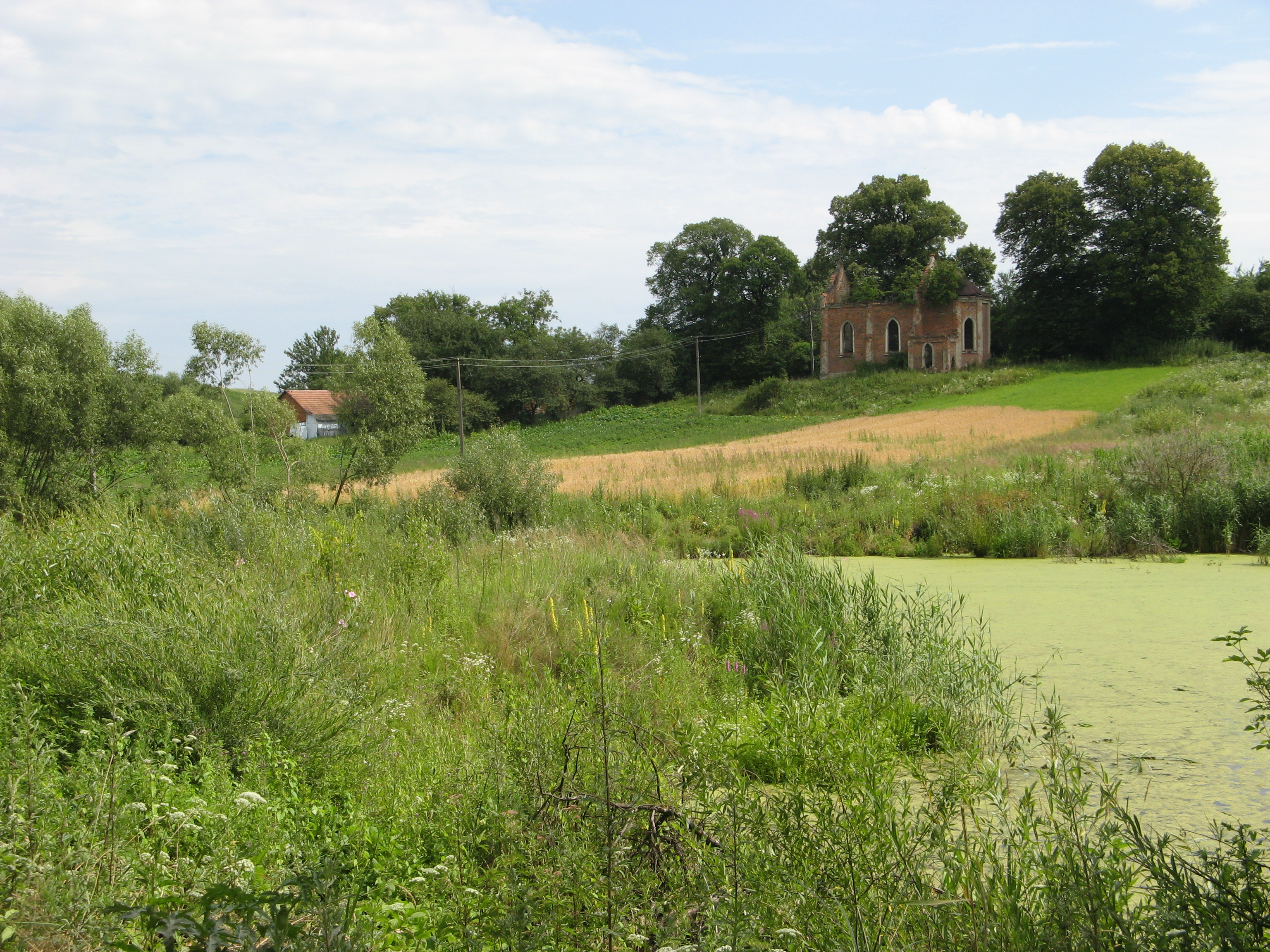

薩諾恰尼（烏克蘭語：Саночани），是烏克蘭西部的村莊，隸屬利維夫州的桑比爾區。該村面積0.49平方公里，海拔高度263米，2001年人口124，人口密度每平方公里253.06人。